# Chloromyia cingulata
Chloromyia cingulata är en tvåvingeart som beskrevs av Lindner 1972. Chloromyia cingulata ingår i släktet Chloromyia och familjen vapenflugor. Inga underarter finns listade i Catalogue of Life.